# Котчандпур
Котчандпур (бенг. কোটচাঁদপুর, англ. Kotchandpur) — город и муниципалитет на западе Бангладеш, административный центр одноимённого подокруга. Муниципалитет был основан в 1883 году. Площадь города равна 17,85 км². По данным переписи 2001 года, в городе проживало 32 217 человек, из которых мужчины составляли 51,41 %, женщины — соответственно 48,49 %. Уровень грамотности населения составлял 41,5 % (при среднем по Бангладеш показателе 43,1 %). 